# Mariano Tobías
Mariano Tobías fue un militar español nacido en Orihuela del Tremedal (Teruel) en la primera mitad del siglo XVIII y muerto en el Rosellón.
Era guardia de corps cuando acompañó a México al virrey de aquel reino; más adelante desempeñó el cargo de sargento mayor de la plaza de Manila y posteriormente obtuvo el gobierno de las Islas Marianas, en el que se distinguió por su rectitud y probidad.
Vino a España con licencia para tomar parte en un pleito que sostenía en la Real Academia de Aragón, pero deseando no permanecer inactivo, pidió pasar al ejército y sirvió en la Guerra del Rosellón como coronel del regimiento de Valencia, muriendo a causa de enfermedad. El abate Raynal, nada pródigo en elogios, especialmente de españoles, llama a Mariano Tobías "hombre de muy especial mérito, que hace honor a la religión y a la humanidad".

## Obra
Publicó:
- Nuevo método sobre cureñas de artillería
- Reflexiones prácticas sobre el gobierno de las Islas Marianas
- Instrucciones militares
- Proyectos militares